# Bernard Koech
Bernard Kiprop Koech (31 januari 1988) is een Keniaanse atleet, die is gespecialiseerd in de lange afstand. Met een persoonlijk record van 2:04.53 behoort hij tot de 50 snelste marathonlopers ter wereld.

## Biografie
Koech begon met veldlopen tijdens zijn tienerjaren. In november 2009 werd hij vierde bij de Tuskys Wareng Cross Country. Begin 2010 versloeg hij bij een wedstrijd de olympisch kampioen Asbel Kiprop en 3000 m steeple wereldrecordhouder Saif Saaeed Shaheen. De Keniaanse veldloopkampioenschappen eindigden in een deceptie, want hij zat niet bij de beste 50 deelnemers.
In 2012 won Koech de halve marathon van Nice. Het jaar erop won hij de halve marathon van Lissabon en de halve marathon van San Diego. Ook werd hij vijfde bij de marathon van Dubai met een tijd van 2:04.53, slechts acht seconden achter de winnaar Lelisa Desisa. Later dat jaar vertegenwoordigde hij Kenia bij de wereldkampioenschappen in Moskou. Hij kwam uit op de marathon en moest nog voor de finish opgeven. In 2014 behaalde hij een tweede plaats bij de Marathon van Rotterdam. Een jaar later zakte hij een plaats op het podium bij hetzelfde evenement.
In Nederland geniet Koech de meeste bekendheid wegens het winnen van de Tilburg Ten Miles in zowel 2014 en 2015.

## Persoonlijke records
Baan
| Onderdeel | Prestatie | Datum       | Plaats              |
| --------- | --------- | ----------- | ------------------- |
| 1500 m    | 3.44,33   | 30 mei 2010 | Cottbus             |
| 3000 m    | 7.50,50   | 24 mei 2010 | Rehlingen           |
| 5000 m    | 13.41,34  | 8 juni 2010 | Montreuil-sous-Bois |

Weg
| Onderdeel      | Prestatie | Datum            | Plaats         |
| -------------- | --------- | ---------------- | -------------- |
| 10 km          | 27.43     | 7 september 2014 | Tilburg        |
| 15 km          | 42.05     | 7 september 2014 | Tilburg        |
| 105 Eng. mijl  | 45.12     | 7 september 2014 | Tilburg        |
| 20 km          | 56.43     | 14 februari 2014 | Ras al-Khaimah |
| halve marathon | 59.10     | 1 september 2012 | Lille          |
| 25 km          | 1:13.42   | 12 oktober 2014  | Chicago        |
| 30 km          | 1:28.47   | 12 oktober 2014  | Chicago        |
| marathon       | 2:04.09   | 23 april 2023    | Hamburg        |

## Biografie

### 3000 m
- 2010:  Internationales Pfingstmeeting in Rehlingen - 7.50,50

### 15 km
- 2016: 6e Montferland Run - 44.20

### 10 Eng. mijl
- 2014:  Tilburg Ten Miles - 45.12
- 2015:  Tilburg Ten Miles - 45.22
- 2017: 11e Tilburg Ten Miles - 48.14

### halve marathon
- 2012: 8e halve marathon van Eldoret - 1:03.03
- 2012: 7e City-Pier-City Loop - 1:00.17
- 2012:  halve marathon van Parijs - 1:00.06
- 2012:  halve marathon van Nice - 59.57
- 2012:  halve marathon van Lille - 59.10
- 2013:  halve marathon van Lissabon - 59.54
- 2013:  halve marathon van San Diego - 58.41[1]
- 2014: 4e halve marathon van Ras al-Khaimah - 59.46
- 2015:  halve marathon van Marugame - 1:00.09
- 2024: 5e Halve marathon van Ras al-Khaimah - 59.42

### marathon
- 2013: 5e marathon van Dubai - 2:04.53
- 2013: DNF WK
- 2013:  marathon van Amsterdam - 2:06.29
- 2014:  marathon van Rotterdam - 2:06.07,2
- 2014: 5e marathon van Chicago - 2:08.30
- 2015:  marathon van Rotterdam - 2:08.02
- 2015: 4e marathon van Fukuoka - 2:09.43
- 2016: 9e marathon van Parijs - 2:11.31
- 2018: 9e Marathon van Valencia - 2:08.32
- 2022: 4e Chicago Marathon - 2:07.15
- 2023:  Marathon van Hamburg - 2:04.09
- 2024:  Marathon van Hamburg] - 2:04.24